# Rhoda Bubendey Métraux
Rhoda Bubendey Métraux (* 18. Oktober 1914 in New York City; † 26. November 2003 in Barton, Vermont) war eine US-amerikanische Anthropologin und Schriftstellerin.

## Werdegang
Rhoda Bubendey kam 1914 als Tochter von Frederick Bubendey und seiner Ehefrau Anna Marie, geborene Kappleman, im Stadtbezirk Brooklyn zur Welt. Ihre ersten Lebensjahre waren vom Ersten Weltkrieg überschattet. Über ihre Jugend ist nichts weiter bekannt. Von 1927 bis 1932 studierte sie am Packer Collegiate Institute in New York City. Sie graduierte 1934 mit einem Bachelor of Arts am Vassar College in Poughkeepsie (New York). Die Weltwirtschaftskrise überschattete ihre Studienzeit.
Im Jahr 1934 heiratete sie Arthur B. Proctor († 1935).
Von 1935 bis 1939 arbeitete sie für die Oxford University Press. Sie machte dann von 1940 bis 1941 ein Zusatzstudium an der Yale University in New Haven (Connecticut).
Im Jahr 1941 heiratete sie den Anthropologen Alfred Métraux. Ihre Scheidung erfolgte 1959. Aus der Ehe ging ihr Sohn Daniel Métraux hervor.
Sie betrieb 1941, 1946 und von 1948 bis 1949 Feldforschungen auf Haiti. Von 1942 bis 1943 saß sie als wissenschaftliche Mitarbeiterin im Committee on Food Habits vom National Research Council. Sie war 1943 wegen Feldforschungen in Mexiko. Von 1943 bis 1945 arbeitete sie in der Personaleinsatzplanung vom Office of Strategic Services (OSS) in Washington, D.C. Danach betrieb sie 1946 Feldforschungen in Mendoza (Argentinien).
Von 1946 bis 1947 machte sie ein Zusatzstudium an der Columbia University in New York City.
Sie war von 1947 bis 1952 an der Columbia University tätig im Bereich Research in Contemporary Cultures. Während dieser Zeit fungierte sie dort von 1947 bis 1948 als Convener einer französischen Gruppe. 1951 machte sie ihren Ph.D. an der Columbia University.
Von 1952 bis 1953 bekleidete sie den Posten als stellvertretende Direktorin für den Bereich Studies in Contemporary Cultures am American Museum of Natural History (AMNH) in New York City und von 1953 bis 1954 als Leiterin von der Montserrat Anthropological Expedition.
Sie arbeitete von 1954 bis 1957 als wissenschaftliche Mitarbeiterin (Research Fellow) am New York Hospital-Cornell Medical Center in New York City. Danach fungierte sie von 1957 bis 1980 als Beraterin am Institute for Intercultural Studies. Während dieser Zeit hielt sie eine Reihe von Positionen am American Museum of Natural History inne: von 1960 bis 1965 stellvertretende Direktorin für den Bereich Studies in Allopsychic Orientation, von 1965 bis 1969 als Projektdirektorin für den Bereich Cultural Structure Perceptual Communication und von 1970 bis 1980 als wissenschaftliche Mitarbeiterin (Research Associate). Daneben betrieb sie von 1967 bis 1968, 1971 und von 1972 bis 1973 Feldforschungen auf Papua-Neuguinea.
Im Laufe ihres Lebens verfasste sie zahlreiche Artikel und mehrere Fachbücher, was zum Großteil in Zusammenarbeit mit der Ethnologin Margaret Mead geschah. Mead war eine langjährige Kollegin von ihr.
Im Rahmen ihrer Tätigkeit arbeitete sie auch mit Theodora Mead Abel, Jane Belo, Edith Cobb, Kenneth Pike Emory, Max Gluckman, Geoffrey Gorer, M. Inez Hilger, Margaret Lowenfeld und William E. Mitchell zusammen.
Rhoda Bubendey Métraux starb 2003 im Alter von 89 Jahren in Barton und wurde dann auf dem Mitchell-McLaren Cemetery in Greensboro (Vermont) beigesetzt.

## Werke (Auswahl)
Rhoda Bubendey Métraux hat folgende Werke mitverfasst:
- 1953: The Study of Culture at a Distance[2]
- 1954: Themes in French Culture[3]
- 1970: A Way of Seeing[4]
- 1974: Culture and Psychotherapy[5]
- 1979: Margaret Mead: Some Personal Views[6]